# Cappelle-Brouck
Cappelle-Brouck est une commune française, située en Flandre, dans le département du Nord en région Hauts-de-France.

## Géographie

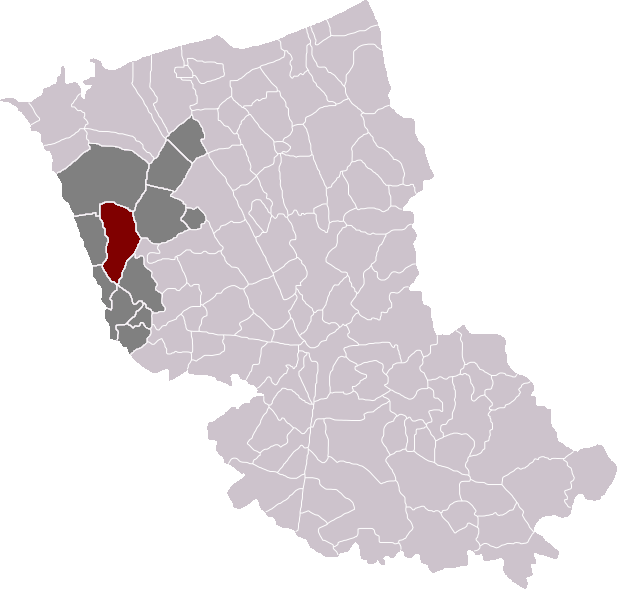
Cappelle-Brouck dans son canton et son arrondissement

### Situation
Cappelle-Brouck est bordé à l'ouest par l'Aa et à l'est par le Canal de la Haute-Colme.
Le hameau de Lynck est partagé entre Cappelle-Brouck et quatre autres communes.

### Communes limitrophes

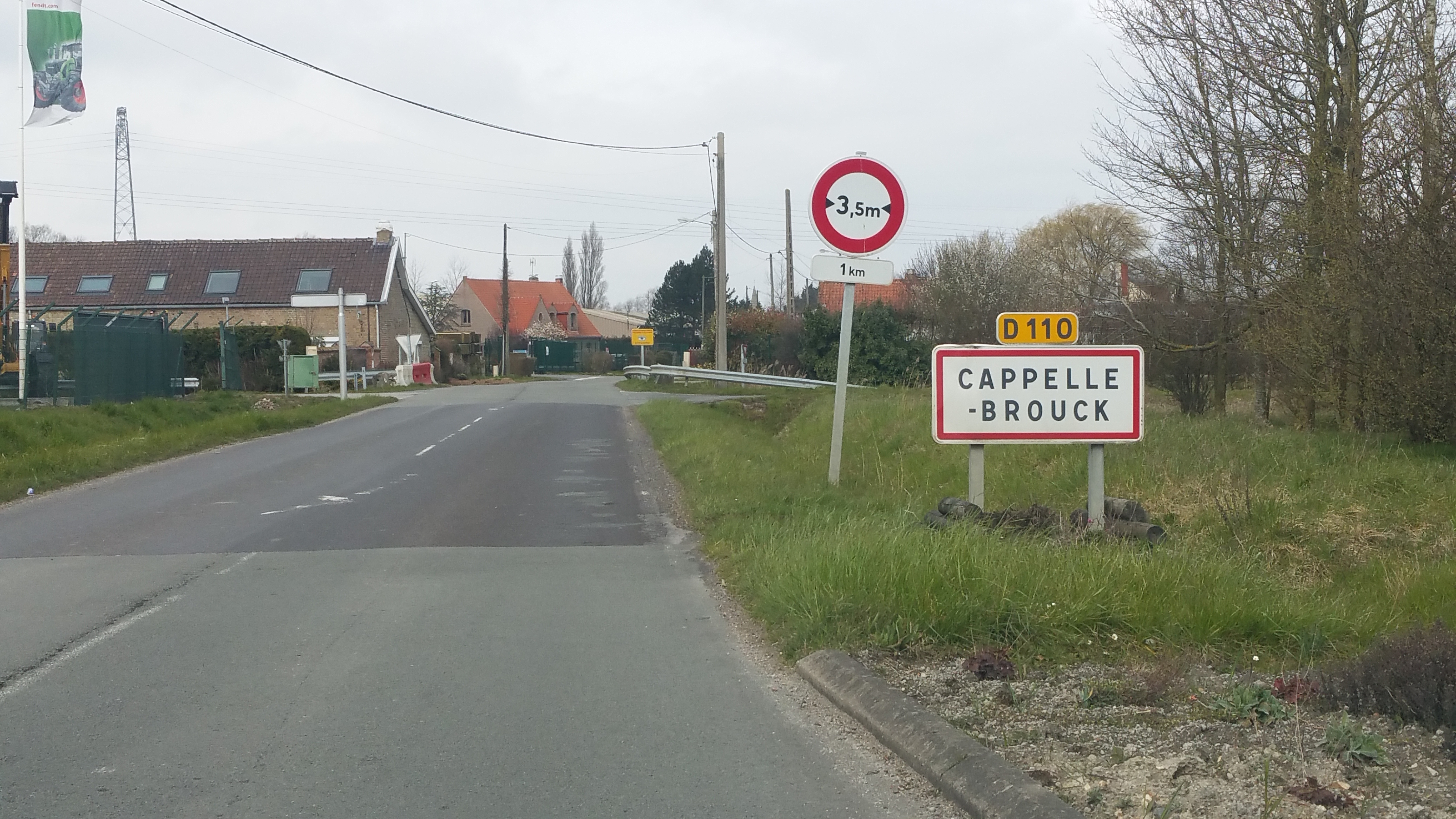
Une entrée de la commune.

|                     | Bourbourg       | Looberghe  |
| Saint-Pierre-Brouck | Cappelle-Brouck | Merckeghem |
| Holque              | Watten          | Millam     |

### Hydrographie

#### Réseau hydrographique
La commune est située dans le bassin Artois-Picardie. Elle est drainée par le canal de la Haute Colme, la Vliet, le canal de Lynck à Coppenaxfort, la Verlorenkost, le Collecteur, le Haven, le watergang du Chemin Vert, la Vieille Holque, le gracht ken, le watergang auverleet, le watergang Denna et un autre petit cours d'eau,.
Le canal de la Haute-Colme relie l'Aa à Watten au canal de Bergues et au canal de la Basse-Colme à Bergues. Il fait partie du canal de la Colme, et correspond à la partie occidentale, la seule encore accessible à la navigation fluviale. 

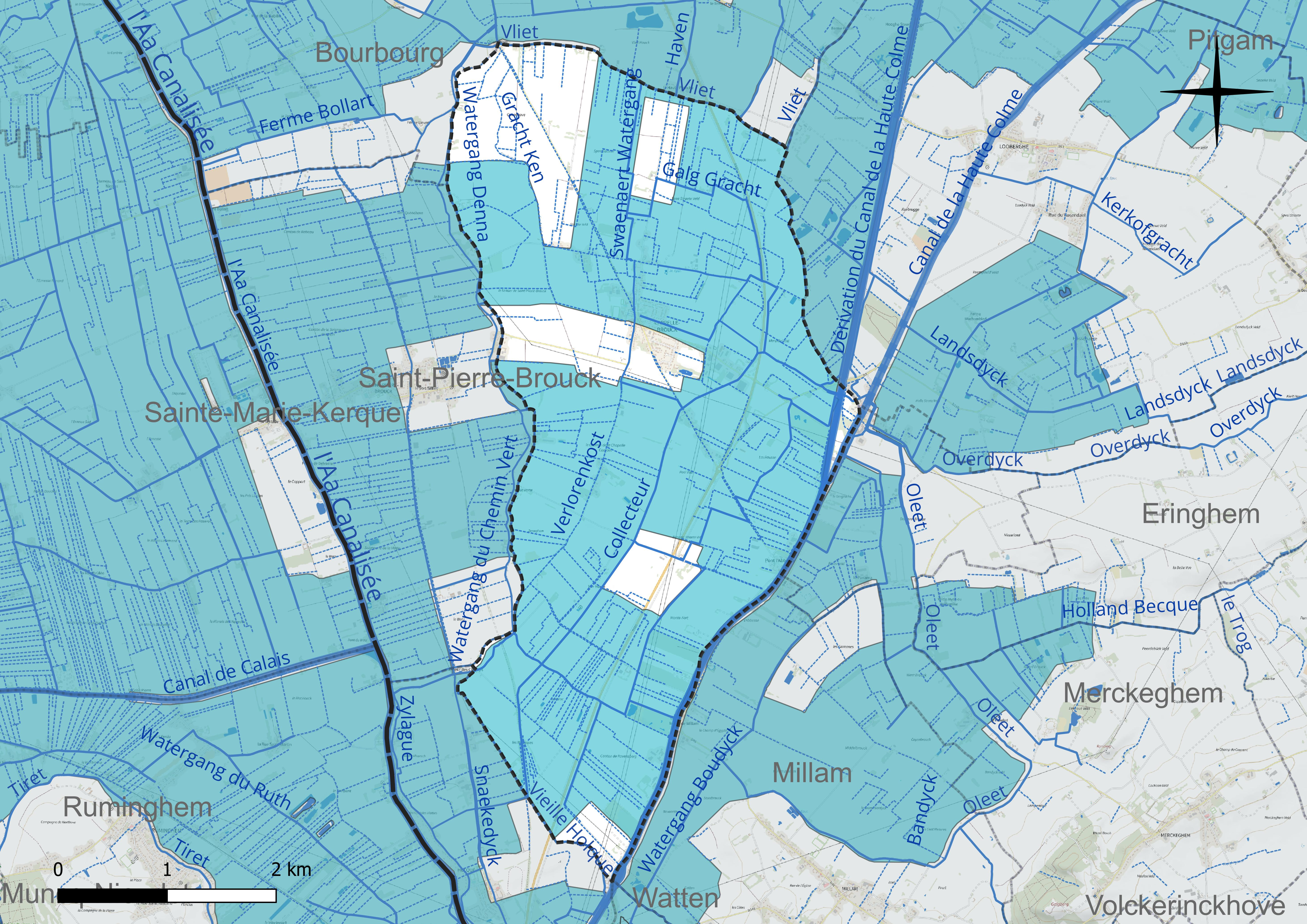
Réseau hydrographique de Cappelle-Brouck.

#### Gestion et qualité des eaux
Le territoire communal est couvert par le schéma d'aménagement et de gestion des eaux (SAGE) « Delta de l'Aa ». Ce document de planification concerne un territoire de 1 208 km2 de superficie, délimité par le bassin versant de l'Aa. Le périmètre a été arrêté le 18 août 2000 et le SAGE proprement dit a été approuvé le 15 mars 2010. La structure porteuse de l'élaboration et de la mise en œuvre est l'Institution intercommunale des Wateringues. 
La qualité des cours d'eau peut être consultée sur un site dédié géré par les agences de l'eau et l'Agence française pour la biodiversité. 

### Climat
Pour des articles plus généraux, voir Climat des Hauts-de-France et Climat du Nord-Pas-de-Calais.
En 2010, le climat de la commune est de type climat océanique altéré, selon une étude du CNRS s'appuyant sur une série de données couvrant la période 1971-2000. En 2020, Météo-France publie une typologie des climats de la France métropolitaine dans laquelle la commune est exposée à un climat océanique et est dans la région climatique  Côtes de la Manche orientale, caractérisée par un faible ensoleillement (1 550 h/an) ; forte humidité de l'air (plus de 20 h/jour avec humidité relative > 80 % en hiver), vents forts fréquents.
Pour la période 1971-2000, la température annuelle moyenne est de 10,7 °C, avec une amplitude thermique annuelle de 13,4 °C. Le cumul annuel moyen de précipitations est de 732 mm, avec 12,4 jours de précipitations en janvier et 7,8 jours en juillet. Pour la période 1991-2020, la température moyenne annuelle observée sur la station météorologique la plus proche, située sur la commune de Watten à 8 km à vol d'oiseau, est de 11,3 °C et le cumul annuel moyen de précipitations est de 822,8 mm,. Pour l'avenir, les paramètres climatiques de la commune estimés pour 2050 selon différents scénarios d'émission de gaz à effet de serre sont consultables sur un site dédié publié par Météo-France en novembre 2022.

## Urbanisme

### Typologie
Au 1er janvier 2024, Cappelle-Brouck est catégorisée bourg rural, selon la nouvelle grille communale de densité à sept niveaux définie par l'Insee en 2022.
Elle est située hors unité urbaine. Par ailleurs la commune fait partie de l'aire d'attraction de Dunkerque, dont elle est une commune de la couronne,. Cette aire, qui regroupe 66 communes, est catégorisée dans les aires de 200 000 à moins de 700 000 habitants,.

### Occupation des sols
L'occupation des sols de la commune, telle qu'elle ressort de la base de données européenne d'occupation biophysique des sols Corine Land Cover (CLC), est marquée par l'importance des territoires agricoles (97,2 % en 2018), en diminution par rapport à 1990 (98,6 %). La répartition détaillée en 2018 est la suivante : 
terres arables (96,5 %), zones urbanisées (2,8 %), zones agricoles hétérogènes (0,7 %). L'évolution de l'occupation des sols de la commune et de ses infrastructures peut être observée sur les différentes représentations cartographiques du territoire : la carte de Cassini (XVIIIe siècle), la carte d'état-major (1820-1866) et les cartes ou photos aériennes de l'IGN pour la période actuelle (1950 à aujourd'hui).

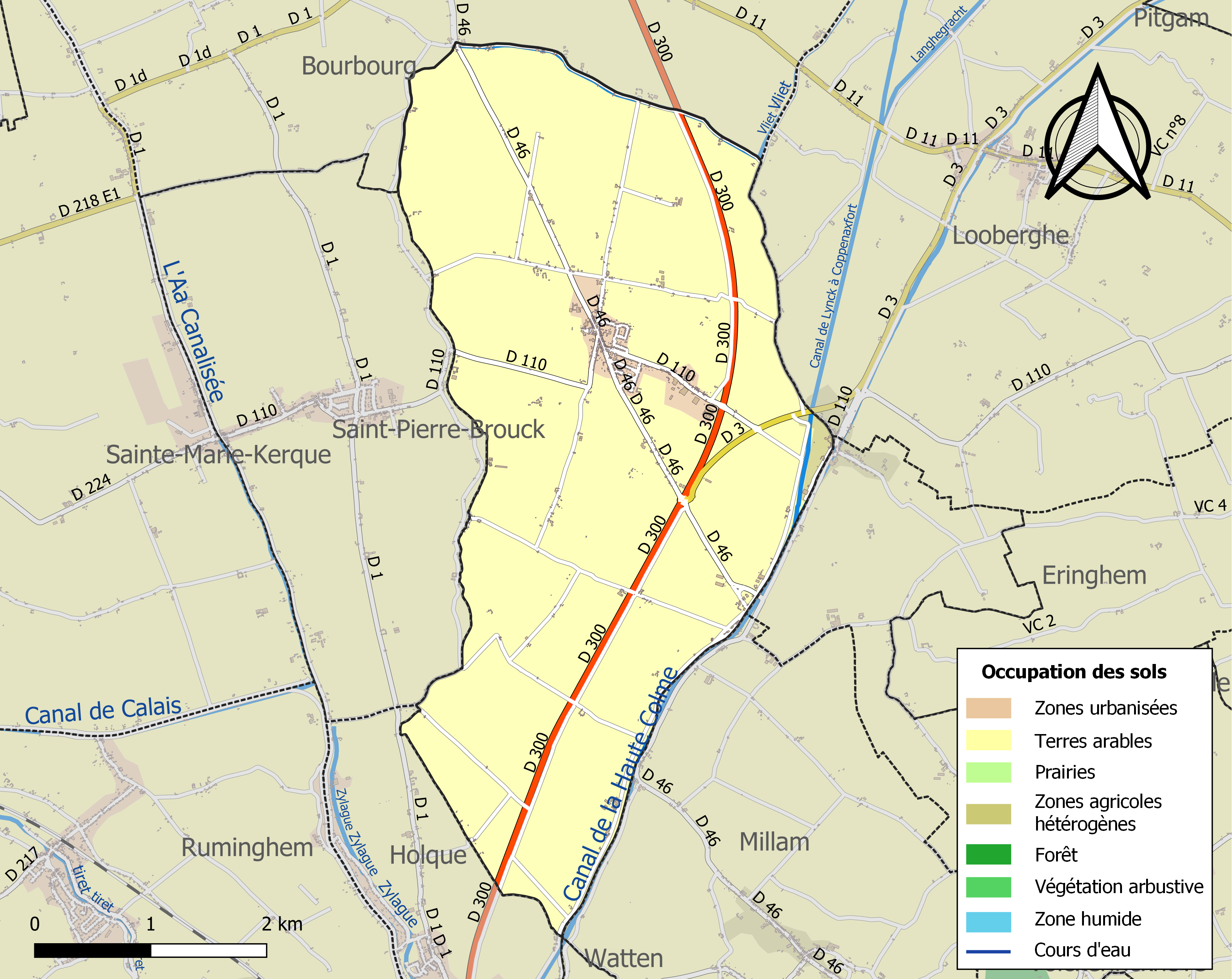
Carte des infrastructures et de l'occupation des sols de la commune en 2018 (CLC).

## Toponymie
Kapellebroek en néerlandais et flamand occidental, littéralement « le marais de la chapelle ».

## Histoire

### Avant la Révolution française
Des antiquités romaines ont été retrouvées à Cappelle-Brouck. Au fond d'une tourbière située sur la commune, on a retiré un meuble en bois, à tiroirs, contenant des vases, statuettes, monnaies en bronze.
Le village est créé en 1163, que l'église est édifiée en 1169, la seigneurie de Cappelle-Brouck date de ce moment; le premier détenteur étant le Chapitre de chanoines d'Aire-sur-la-Lys. Le chapitre y dispose de la justice seigneuriale, mais doit cependant obtenir l'agrément du bailli de Bourbourg pour pratiquer la question (torture).
Le comte de Flandre donne à l'abbaye de Watten 132 hectares à Cappelle-Brouck en 1172. Cappelle-Brouck est citée en 1241 dans le cartulaire de cette abbaye.
La commune dépend de la châtellenie de Bourbourg. Le fief principal de Cappelle-Brouck, dit Ammanie et mairie de Cappelle-Brouck, avant la Révolution française est détenu en grande partie par le Chapitre d'Aire-sur-la-Lys dont les chanoines avaient assaini ces marais (d'où le nom de brouck). L'ammanie couvre environ la moitié de la future paroisse qui va s'étendre sur 3915 mesures (environ 1740 hectares). Le reste correspond aux dépendances de différends seigneurs voisins et/ou du châtelain-vicomte de Bourbourg.
Sur les terres dépendant du chapitre d'Aire ont lieu deux affaires de sorcellerie : l'une en 1597, Hubertine Penninch est condamnée comme sorcière à être brûlée, et l'autre en 1635, Catherine Denis passe en justice au motif de sorcellerie.
Avant la Révolution française, la paroisse était incluse dans le diocèse de Thérouanne, puis à la disparition de celui-ci dans le diocèse de Saint-Omer.
Deux autres fiefs sur Cappelle-Brouck appartiennent aux seigneurs du Wez (seigneurs sur Saint-Pierre-Brouck) qui les cèdent pour l'un en 1686 à Pierre Ignace Deschodt, trésorier de la ville et châtellenie de Bourbourg, et pour l'autre en 1725 aux Arnaud-Jenty de Dunkerque qui le rachètent en même temps qu'ils font l'acquisition des autres biens de la famille sur Saint-Pierre-Brouck.
En 1645, dans le cadre de l'affrontement entre la France et l'Espagne, sous les rois Louis XIII et Louis XIV, les troupes françaises cherchent à entrer dans la châtellenie de Bourbourg alors espagnole. Repoussés par les Espagnols et empêchés de franchir la Colme (canal de la Colme), à Looberghe, ils passent à Pont l'Abbesse et gagnent Cappelle-Brouck. Ils réussissent à avancer bien que les Espagnols aient ouvert les écluses pour inonder le village. Un affrontement a lieu à proximité du village, les Espagnols ne peuvent empêcher les Français de progresser.
Les archives de la commune mentionnent un tremblement de terre survenu le 18 septembre 1692, séisme qui dut être conséquent : il lézarda le formidable donjon du château de Coucy (Aisne), le plus haut jamais construit en Occident (53 mètres de hauteur).
À la veille de Révolution, en 1750, l'église du village détient quelques terres, (d'une église à une autre, les situations sont très inégales) situées pour l'essentiel dans la paroisse. Ces biens sont administrés par un « conseil de la fabrique »; les terres sont louées et le produit de la location entre en recettes dans les comptes de l'église. L'église de Capelle-Brouck, une des mieux loties de la châtellenie de Bourbourg possède 76 mesures de terre, soit environ 35 hectares. Le curé a droit à la portion congrue, dont le montant augmente selon le nombre de vicaires. À côté, la table des pauvres de chaque paroisse détient également quelques terres destinées à aider les indigents, celle de Cappelle-Brouck  possède 109 mesures de terre , soit environ 49 hectares.

### Depuis la Révolution française
Le cahier de doléances de Cappelle-Brouck, rédigé en vue des États Généraux de 1789 dénonce le népotisme et la corruption des échevins de Bourbourg qui géraient la ville de Bourbourg mais aussi toute la châtellenie.
Depuis les temps anciens (il existait déjà en 1893) un marché a lieu à Cappelle-Brouck : il se tient le dimanche matin.

#### Fête communale à Cappelle-Brouck en 1888
En 1888, la fête communale a lieu du dimanche 22 juillet au mardi 24 juillet. Elle donne lieu à des réjouissances : à partir du 22 juillet, tir à la carabine, tombola. Le 23 juillet, promenade de la musique de Bourbourg. À l'occasion de cette fête sont organisés un carrousel, un grand tir aux canards (sur inscription payante car organisation par les cabaretiers du village), bal au village.

#### Première guerre mondiale
Pendant la première guerre mondiale, Cappelle-Brouck est à l'arrière du front qui part de Nieuport, suit le cours de l'Yser vers les monts des Flandres. En 1916 et 1917, le village placé sous l'autorité du commandement d'étapes (élément de l'armée organisant le stationnement de troupes, comprenant souvent des chevaux, pendant un temps plus ou moins long, sur les communes dépendant du groupement, en arrière du front) de Gravelines, de même que Bourbourg-ville et Bourbourg-Campagne, Saint-Pierre-Brouck, Loon-Plage, Grande Synthe, etc. est le lieu de passage et de cantonnement de troupes, soldats français et belges, de répartition entre les communes concernées de travailleurs agricoles (136 à 143 selon les moments), de décision de fermetures temporaires d'établissements, notamment les cabarets ayant servi à boire aux soldats en dehors des heures règlementaires, etc.. En juin 1917, la commune reçoit 400 masques à gaz pour la population civile, a priori uniquement pour les autorités.
La commune dépendait également du commandement d'étapes ayant son siège à Looberghe, de même que Drincham, Eringhem. Elle a également été placée un temps sous l'autorité du commandement d'étapes de Saint-Folquin.

## Héraldique
| Blason | Blasonnement : De gueules à deux clefs d'argent passées en sautoir. |

## Politique et administration

### Liste des maires
Maire de 1802 à 1808 : Jacq. Geersen,.
En 1854, le maire est Mr Banraet.
Maire en 1881 : Wissocq.
De 1887 à 1891, le maire est Mr Vaesken,.
En 1892 et 1893 :  Mr Degardin.
Maire de 1893 à 1928 : Sévère Delepouve.
Maire de 1928 à 1935 : Léon Legrand.
Maire de 1935 à 1939 : Léon Dehorter.

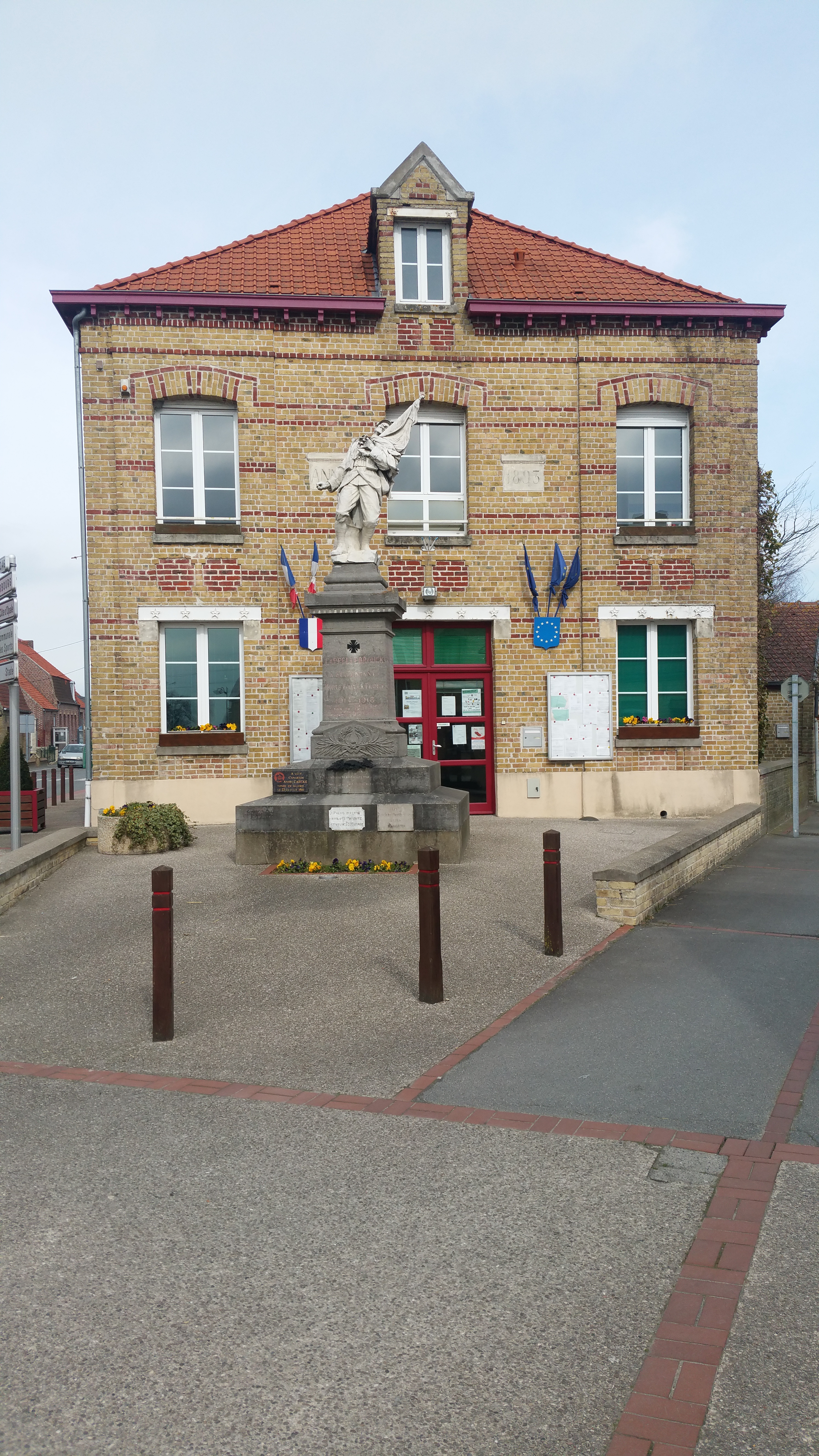
La mairie.

Maire de 1951 à 1957 : O. Bardel.
| Période                                  | Période   | Identité       | Étiquette | Qualité |
| ---------------------------------------- | --------- | -------------- | --------- | ------- |
| 1958                                     | mars 1995 | Pierre Outtier | SE        |         |
| mars 1995                                | En cours  | Michel Decool  | UMP-LR    |         |
| Les données manquantes sont à compléter. |           |                |           |         |

## Population et société

### Démographie

#### Évolution démographique
L'évolution du nombre d'habitants est connue à travers les recensements de la population effectués dans la commune depuis 1793. Pour les communes de moins de 10 000 habitants, une enquête de recensement portant sur toute la population est réalisée tous les cinq ans, les populations de référence des années intermédiaires étant quant à elles estimées par interpolation ou extrapolation. Pour la commune, le premier recensement exhaustif entrant dans le cadre du nouveau dispositif a été réalisé en 2004.

En 2022, la commune comptait 1 157 habitants, en évolution de −1,45 % par rapport à 2016 (Nord : +0,51 %, France hors Mayotte : +2,11 %).
| 1793 | 1800 | 1806 | 1821  | 1831 | 1836  | 1841  | 1846  | 1851  |
| ---- | ---- | ---- | ----- | ---- | ----- | ----- | ----- | ----- |
| 695  | 748  | 880  | 1 010 | 959  | 1 046 | 1 064 | 1 147 | 1 153 |

| 1856  | 1861  | 1866  | 1872  | 1876  | 1881  | 1886  | 1891  | 1896  |
| ----- | ----- | ----- | ----- | ----- | ----- | ----- | ----- | ----- |
| 1 180 | 1 200 | 1 216 | 1 206 | 1 226 | 1 147 | 1 144 | 1 196 | 1 169 |

| 1901  | 1906  | 1911  | 1921  | 1926  | 1931  | 1936  | 1946  | 1954  |
| ----- | ----- | ----- | ----- | ----- | ----- | ----- | ----- | ----- |
| 1 201 | 1 214 | 1 201 | 1 105 | 1 053 | 1 097 | 1 074 | 1 045 | 1 026 |

| 1962  | 1968 | 1975 | 1982 | 1990  | 1999  | 2004  | 2006  | 2009  |
| ----- | ---- | ---- | ---- | ----- | ----- | ----- | ----- | ----- |
| 1 009 | 939  | 977  | 953  | 1 047 | 1 086 | 1 122 | 1 137 | 1 159 |

| 2014  | 2019  | 2022  | - | - | - | - | - | - |
| ----- | ----- | ----- | - | - | - | - | - | - |
| 1 142 | 1 151 | 1 157 | - | - | - | - | - | - |

#### Pyramide des âges
La population de la commune est relativement jeune.
En 2018, le taux de personnes d'un âge inférieur à 30 ans s'élève à 35,9 %, soit en dessous de la moyenne départementale (39,5 %). À l'inverse, le taux de personnes d'âge supérieur à 60 ans est de 21,5 % la même année, alors qu'il est de 22,5 % au niveau départemental.
En 2018, la commune comptait 599 hommes pour 560 femmes, soit un taux de 51,68 % d'hommes, largement supérieur au taux départemental (48,23 %).
Les pyramides des âges de la commune et du département s'établissent comme suit.
| Hommes | Classe d’âge | Femmes |
| ------ | ------------ | ------ |
| 0,0    | 90 ou +      | 0,9    |
| 3,9    | 75-89 ans    | 5,6    |
| 15,6   | 60-74 ans    | 17,3   |
| 21,8   | 45-59 ans    | 21,6   |
| 20,5   | 30-44 ans    | 21,0   |
| 14,6   | 15-29 ans    | 15,5   |
| 23,5   | 0-14 ans     | 18,2   |

| Hommes | Classe d’âge | Femmes |
| ------ | ------------ | ------ |
| 0,5    | 90 ou +      | 1,4    |
| 5,3    | 75-89 ans    | 8,1    |
| 14,8   | 60-74 ans    | 16,2   |
| 19,1   | 45-59 ans    | 18,4   |
| 19,5   | 30-44 ans    | 18,7   |
| 20,7   | 15-29 ans    | 19,1   |
| 20,2   | 0-14 ans     | 18     |

## Lieux et monuments
L'église du village, dédiée à saint Jacques est un pseudo-monument historique.
La commune de Cappelle-Brouck est devenue très tôt, grâce à Philippe d'Alsace, une des étapes du voyage des pèlerins vers Saint-Jacques-de-Compostelle.
C'est en 1169 que l'église fut édifiée. Dédié à saint Jacques, cet édifice ancien possède les marques significatives des différents courants architecturaux (fragments d'édifice roman, nef tour et transept dans le style primitif, chœur gothique.).
Philippe d'Alsace enrichit, au retour de l'un de ses pèlerinages, le sanctuaire d'une relique de Saint Jacques le Majeur. Selon des faits historiques, on rapporte que  les templiers s'y sont établis.
Une charte de 1386 constate qu'à cette époque, l'église était en état de défense militaire.
En 1927, l'église fut inscrite à l'inventaire supplémentaire des Monuments Historiques.
Fortement endommagé durant la guerre en 1940, l'édifice a subi des reconstructions, notamment celle du transept sud. La façade occidentale fut quant à elle reconstruite à la suite d'un effondrement dans les années 1950.
L'église abrite une chaire à prêcher de 1702 avec une inscription en flamand, ainsi que des statues du XVIIIe siècle de Saint Jacques le Majeur, Saint Roch et  Sainte Barbe

## Personnalités liées à la commune
Jean-Paul Rouve cite "Cappelle-Brouck" dans un sketch des Robins des bois (Télé radio bière foot : le journal).

## Pour approfondir